# تطويق عنق الرحم
تطويق عنق الرحم (بالإنجليزية: Cervical cerclage)‏، المعروف أيضًا باسم خياطة عنق الرحم، هو علاج لضعف عنق الرحم أو عدم كفاءته، عندما يبدأ عنق الرحم في التقلص وينفتح مبكرًا جدًا أثناء الحمل مسبباً إجهاضا متأخرا أو ولادة مبكرة. غالبا ما يتم العلاج في الثلث الأول أو الثاني من الحمل، بالنسبة للمرأة التي عانت من حالة أو أكثر من الإجهاض المتأخر سابقا. كلمة «تطويق» تعني كلمة «طوق» باللغة الفرنسية، كما في حالة الطوق المعدني المطوق للبرميل.
يتكون العلاج من خياطة قوية داخل عنق الرحم وحوله في مرحلة مبكرة من الحمل، وعادة ما تكون بين الأسابيع 12 إلى 14، ثم يتم إزالة الخياطة في نهاية الحمل عندما يكون أكبر خطر للإجهاض قد زال. يتم هذا الإجراء تحت التخدير الموضعي، عادة عن طريق التخدير النخاعي. وعادة ما يتم إجراؤه في العيادة الخارجية بواسطة أخصائي أمراض النساء والتوليد.
في النساء اللواتي سبقت لهن الولادة المبكرة التلقائية والحوامل بجنين واحد، ولديهن قِصر في طول عنق الرحم أقل من 25 ملم، يمنع التطويق الولادة قبل الأوان ويقلل من وفاة وأمراض الجنين. لا يوجد أي دليل على أن التطويق فعال في الحمل المتعدد (التوائم) للوقاية من الولادة قبل الأوان والحد من وفيات الفترة المحيطة بالولادة أو أمراض حديثي الولادة.

## الأنواع
توجد ثلاثة أنواع من تطويق عنق الرحم:
- تطويق ماكدونالد، الذي تم وصفه في عام 1957، هو الأكثر شيوعًا، وهو أساسيًا عبارة عن غرز خيطي يستخدم في غلق عنق الرحم. تتضمن خياطة عنق الرحم شريطة من الخيط في الجزء العلوي من عنق الرحم بينما بدأ الجزء السفلي بالفعل في الانطماس.[1] عادة ما يحدث هذا التطويق بين الأسابيع 16و 18 من الحمل. تتم إزالة الخياطة بشكل عام حوالي الأسبوع 37 من الحمل أو قبل ذلك إذا استدعى الأمر.[6] تم تطوير هذا الإجراء بواسطة طبيب النساء والتوليد الأسترالي ي. أ. ماكدونالد.[7]
- تطويق تشيردكار مشابه بشكل كبير، لكن الخيوط تمر عبر جدران عنق الرحم لذا فهي غير مكشوفة.[1] هذا النوع من التطويق أقل انتشارًا وأكثر صعوبة من الناحية التقنية من طريقة ماكدونالد، ويعتقد (على الرغم من عدم إثباته) أنه يحد من خطر العدوى.في بعض الأحيان يتضمن إجراء شيرودكار خياطة دائمة حول عنق الرحم لن تتم إزالتها، وبالتالي سيكون من الضروري إجراء عملية قيصرية لإخراج الجنين. تم وصف تقنية شيرودكار لأول مرة بواسطة ف. ن. شيرودكار في بومباي في عام 1955.[8] وفي عام 1963، سافر شيردكار إلى مدينة نيويورك لتنفيذ العملية في مستشفى نيويورك للجراحة الخاصة. كان الإجراء ناجحًا، وعاش الجنين حتى البلوغ.
- التطويق البطني هو أقل الأنواع شيوعًا، حيث يكون دائم ويتضمن وضع شريطة في أعلى قمة عنق الرحم وخارجها، داخل البطن. غالبا ما يتم إجراؤه فقط في حالة كون عنق الرحم قصيرًا جدًا لمحاولة عمل التطويق المعتاد، أو إذا كان التطويق المهبلي قد فشل أو غير ممكن. ومع ذلك، يوجد عدد قليل من الأطباء (وبالتحديد آرثر هاني في جامعة شيكاغو وجورج ديفيس في جامعة الطب وطب الأسنان في نيو جيرسي) متحمسون لعملية التطويق عبر البطن (TAC) ليحل محل التطويق المهبلي، وذلك بسبب النتائج الأفضل المتوقعة والمزيد من حالات الحمل التي تصل غلى موعد ولادتها الطبيعي. تكون عملية الولادة القيصرية مطلوبة للنساء اللواتي يلدن مع تطويق عبر البطن. يمكن أيضًا عمل تطويق عبر البطن قبل الحمل إذا تم تشخيص مريضة تعاني من عنق رحم ضعيف.[1]

## العناية التلوية
بعد إجراء التطويق، ستتم ملاحظة المريضة لعدة ساعات على الأقل (في بعض الأحيان طوال الليل) للتأكد من أنها غير معرضة للولادة المبكرة. بعد ذلك يُسمح للمريضة بالعودة إلى المنزل، ولكنها توجه إلى البقاء في السرير أو تجنب النشاط البدني (بما في ذلك الجماع الجنسي) لمدة يومين إلى ثلاثة أيام، أو حتى أسبوعين. عادة ما تجري مواعيد للمتابعة حتى يتمكن طبيبها من مراقبة عنق الرحم والخياطة ومراقبة علامات الولادة المبكرة.

## البدائل
فرزجة أرابين هي عبارة عن جهاز سيليكون تم اقتراحه لمنع الولادة المبكرة التلقائية دون الحاجة لإجراء عملية جراحية. كانت الفرضيات الرئيسية لآلياته هي أنه يمكن أن يساعد في إبقاء عنق الرحم مغلقا بشكل مماثل للتطويق، وكذلك تغيير ميل قناة عنق الرحم بحيث لا يكون وزن الحمل واقع مباشرة فوق الفوهة الداخلية. ومع ذلك، وجدت التجارب السريرية العشوائية الكبيرة في الحمل المنفرد  والتوائم  أن الفرزجة العنقية لم ينتج عنها انخفاض معدل الولادة المبكرة التلقائية. ولذلك، فإن توصية جمعية طب الأمومة والطفولة تقول بأن وضع فرزجة عنق الرحم في الحمل لتقليل الولادة المبكرة، ينبغي أن يستخدم فقط في سياق التجربة السريرية أو بروتوكول الأبحاث.

## المخاطر
في حين أن التطويق إجراء آمن بشكل عام، هناك عدد من المضاعفات المحتملة التي قد تنشأ أثناء أو بعد الجراحة. وتشمل:
- المخاطر المرتبطة بالتخدير الجزئي أو العام
- الولادة المبكرة
- تمزق الأغشية قبل الأوان
- عدوى عنق الرحم
- عدوى الكيس الأمنيوسي (التهاب المشيماء والسلى)
- تمزق عنق الرحم (قد يحدث إذا لم يتم إزالة الغرز قبل بداية الولادة)
- إصابة عنق الرحم أو المثانة
- نزيف
- عسر الولادة مع الفشل في التوسيع مما يتطلب تدخل قسم القيصرية
- انزياح عنق الرحم

## النتائج
معدل النجاح لتطويق عنق الرحم هو ما يقارب 80-90 ٪ بالنسبة لعمليات التطويق الاختيارية، و40-60 ٪ لعمليات التطويق في حالات الطوارئ. يعتبر التطويق ناجحًا إذا تأخر المخاض والولادة إلى 37 أسبوعًا على الأقل (جنين مكتمل المدة).
بالنسبة للنساء الحوامل بجنين واحد (الحمل المفرد) والمعرض للولادة المبكرة، عندما يكون التطويق غير مقرونا بعلاج، يكون هناك انخفاضا في الولادة المبكرة وقد يكون هناك انخفاضا في عدد وفيات الأطفال  (وفيات الفترة المحيطة بالولادة) لا يوجد دليل على أن التطويق فعال في الحمل المتعدد لمنع الولادة السابقة للأوان والحد من وفيات الفترة المحيطة بالولادة أو أمراض حديثي الولادة.